# Фајв Појнтс (Северна Каролина)
Фајв Појнтс (енгл. Five Points) насељено је место без административног статуса у америчкој савезној држави Северна Каролина.

## Демографија
По попису из 2010. године број становника је 689, што је 383 (125,2%) становника више него 2000. године.
| Група             | 2000.       | 2010.       |
| Белци             | 172 (56,2%) | 369 (53,6%) |
| Афроамериканци    | 107 (35,0%) | 209 (30,3%) |
| Азијати           | 0 (0,0%)    | 7 (1,0%)    |
| Хиспаноамериканци | 10 (3,3%)   | 52 (7,5%)   |
| Укупно            | 306         | 689         |